# Fleurance
Fleurance (gaskonsko Florença) je naselje in občina v južnem francoskem departmaju Gers regije Jug-Pireneji. Leta 2008 je naselje imelo 6.277 prebivalcev.

## Geografija
Naselje leži v pokrajini Gaskonji ob reki Gers, 25 km severno od Aucha.

## Uprava
Fleurance je sedež istoimenskega kantona, v katerega so poleg njegove vključene še občine Brugnens, Castelnau-d'Arbieu, Céran, Cézan, Gavarret-sur-Aulouste, Goutz, Lalanne, Lamothe-Goas, Miramont-Latour, Montestruc-sur-Gers, Pauilhac, Pis, Préchac, Puységur, Réjaumont, Sainte-Radegonde, La Sauvetat, Taybosc in Urdens z 9.896 prebivalci.
Kanton Fleurance je sestavni del okrožja Condom.

## Zanimivosti
- neoklasicistična mestna hiša hotel de Ville na osrednjem trgu, zgrajena v letih 1834-37,
- gotska cerkev sv. Lovrenca iz 13. do 15. stoletja.